# The Common Review
The Common Review est une revue littéraire en ligne appartenant à la Great Books Foundation (en).

## Historique
The Common Review a été créé comme une publication trimestrielle à l'automne 2001. Son fondateur était l'ancien président de la Great Books Foundation, Peter Temes. La revue s'est spécialisée dans les essais et les articles traitant des livres et des idées jugés d'importance, et proposaient des comptes-rendus de nouveaux livres, des correspondances et des éditoriaux.
Daniel Born a été le premier directeur de publication de cette revue. Il occupa ce poste jusqu'en automne 2010, et Danny Postel lui succéda. Jason A. Smith en fut le rédacteur en chef de 2001 à 2008, puis il devint directeur de publication du Wisconsin People & Ideas, la publication trimestrielle de l'Académie du Wisconsin des sciences, arts et lettres. Parmi les écrivains et poètes les plus connus cités par la revue, on peut citer Gerald Graff (en), Nat Hentoff, Phillip Lopate (en), Joseph Epstein, Carl Rakosi, David Sloan Wilson (en), Julia Kasdorf (en), et Michael Bérubé (en).
La revue cessa sa publication imprimée en automne/hiver 2011 et poursuivit une publication en ligne.